# Gerard Ross Norton
Gerard Ross Norton (Herschel, 7 settembre 1915 – Harare, 29 ottobre 2004) è stato un militare sudafricano insignito della Victoria Cross  durante la Seconda guerra mondiale, il maggior riconoscimento in combattimento assegnato a soldati appartenenti al Commonwealth delle Nazioni.

## Biografia
Originario di Erschel, un piccolissimo paese sudafricano nella provincia di Eastern Cape, a seguito dell'entrata in guerra del suo paese a fianco della Gran Bretagna si arruolò nel reggimento di fanteria Kaffrarian Rifles della South African Army, ottenendo il grado di tenente di plotone.
In Italia, durante la fase iniziale dell'Operazione Olive che prevedeva lo sfondamento della Linea Gotica sul versante adriatico, il suo reggimento era aggregato al 1/4th Battalion Hampshire Regiment che aveva ricevuto il compito di attaccare le fortificazioni antistanti Montegridolfo, un borgo posto al confine tra Marche e Romagna.
Il 31 agosto 1944, durante l'attacco, il suo plotone si trovò ben presto immobilizzato a causa del fuoco pesante delle munite postazioni tedesche. Di propria iniziativa e incurante del pericolo decise allora di attaccare da solo la prima postazione di mitragliatrice pesante, uccidendo i tre soldati serventi. Raggiunse poi, sempre da solo, la seconda postazione armata con due mitragliatrici e difesa da 15 fucilieri, espugnandola e uccidendo o facendo prigionieri i superstiti. Nel corso di questi attacchi, nonostante fosse continuamente sotto il fuoco di un cannone semovente, riuscì a mantenere la calma continuando a condurre il suo plotone contro le posizioni nemiche fino alla conquista delle posizioni.
Fu successivamente promosso al grado di Capitano.
Pochi mesi prima della sua scomparsa il Comune di Montegridolfo gli ha concesso la cittadinanza onoraria e le chiavi della città.